# Прва влада Радована Вишковића
Прва влада Радована Вишковића је ступила на дужност 18. децембра 2018. године. Ово је била 16. по реду Влада Републике Српске.

## Састав Владе
| Ресор                                                                              | Име и презиме        | Странка                                                                             | Белешке                                                                                       |
| ---------------------------------------------------------------------------------- | -------------------- | ----------------------------------------------------------------------------------- | --------------------------------------------------------------------------------------------- |
| Предсједник Владе Републике Српске                                                 | Радован Вишковић     | СНСД                                                                                |                                                                                               |
| Министарства                                                                       |                      |                                                                                     |                                                                                               |
| Министарство унутрашњих послова                                                    | Драган Лукач         | СНСД                                                                                |                                                                                               |
| Министарство правде                                                                | Антон Касиповић      | СНСД                                                                                | потпредсједник Владе                                                                          |
| Министарство финансија                                                             | Зора Видовић         | СНСД                                                                                |                                                                                               |
| Министарство за просторно уређење, грађевинарство и екологију                      | Сребренка Голић      | СНСД                                                                                | потпредсједник Владе, в.д. министра саобраћаја и веза од 25. 12. 2019. до 08.02. 2020. године |
| Министарство пољопривреде, шумарства и водопривреде                                | Борис Пашалић        | СНСД                                                                                |                                                                                               |
| Министарство за европске интеграције и међународну сарадњу                         | Златан Клокић        | СНСД                                                                                | в.д. министра управе и локалне самоуправе од 04.06. до 16.06. 2020. године                    |
| Министарство за научно-технолошки развој, високо образовање и информационо друштво | Срђан Рајчевић       | СНСД                                                                                |                                                                                               |
| Министарство здравља и социјалне заштите                                           | Ален Шеранић         | СНСД                                                                                |                                                                                               |
| Министарство енергетике и рударства                                                | Петар Ђокић          | СП                                                                                  |                                                                                               |
| Министарство породице, омладине и спорта                                           | Соња Давидовић       | СП (до марта 2020), СПС (од марта 2020. до септембра 2021), након тога нестраначка. |                                                                                               |
| Министарство рада и борачко-инвалидске заштите                                     | Душко Милуновић      | СП                                                                                  |                                                                                               |
| Министарство саобраћаја и веза                                                     | Неђо Трнинић         | ДНС                                                                                 | до 24.12. 2019. године                                                                        |
| Министарство саобраћаја и веза                                                     | Ђорђе Поповић        | ДНС (до децембра 2020), НПС (од децембра 2020. године).                             | од 18.02.2020. године до 05. 01. 2021. године                                                 |
| Министарство саобраћаја и веза                                                     | Недељко Ћорић        | СНСД                                                                                | од 09. 02. 2021. године                                                                       |
| Министарство управе и локалне самоуправе                                           | Лејла Решић          | ДНС                                                                                 | до 04.06.2020. године                                                                         |
| Министарство управе и локалне самоуправе                                           | Сенка Јујић          | ДНС (до децембра 2020. године), НПС (од децембра 2020. године).                     | од 16.06.2020. године                                                                         |
| Министарство трговине и туризма                                                    | Драгица Ковач        | ДЕМОС                                                                               | до 17.09.2019. године                                                                         |
| Министарство трговине и туризма                                                    | Сузана Гашић         | ДЕМОС                                                                               | од 17.09.2019. године                                                                         |
| Министарство просвјете и културе                                                   | Наталија Тривић      | УС                                                                                  |                                                                                               |
| Министарство привреде и предузетништва                                             | Вјекослав Петричевић | НДП                                                                                 |                                                                                               |